# Památník povodní 1997 v Třebovicích
Památník povodní 1997 je pískovcový kříž, jehož autorem je Vladislav Gajda (1925-2010). Je umístěn v okrajové části Třebovického parku v městském obvodu Třebovice statutárního města Ostrava. Geograficky se nachází v nížině Ostravská pánev v Moravskoslezském kraji.

## Další informace
Památník povodní 1997 pochází pravděpodobně z roku 1997 a připomíná tragické události povodní na Moravě a Odře roku 1997. Reliéfový povrch kříže je tvořen technikou stříkání. Kříž je umístěn na zděném sloupku v parku. V určitém období byl pomník odstraněn a pak zpětně umístěn na původní místo.

### Nápis na památníku
Na památníku je umístěna kamenná deska s nápisem:
| „ | V UPOMÍNKU NA KATASTROFÁLNÍ POVODEŇ V ČERVNU 1997 | “ |

## Galerie

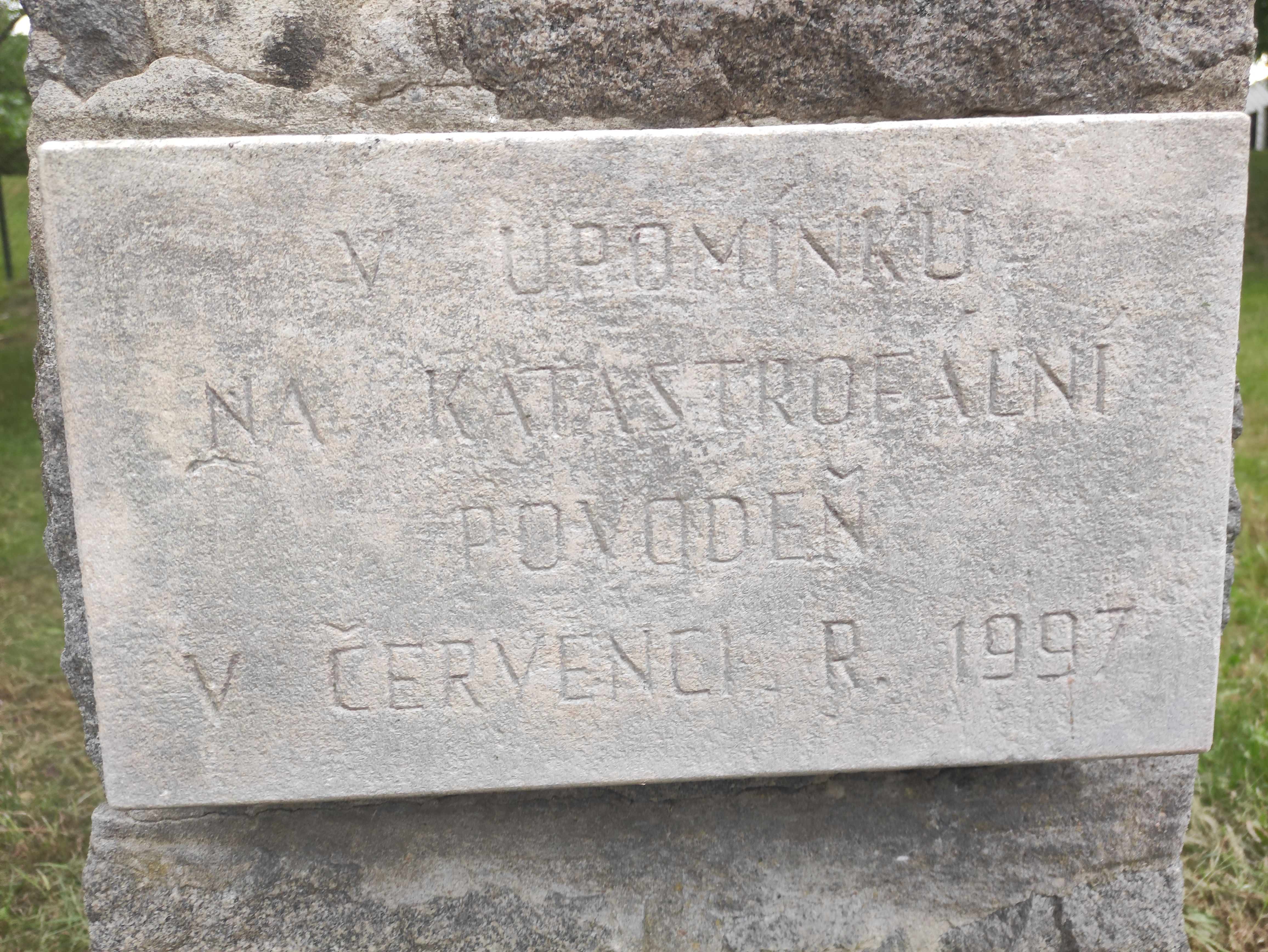
Kamenná deska na památníku